# 2023年美国编剧协会大罢工
2023年5月2日太平洋时区夏令时凌晨0点1分，代表11,500名编剧的美国编剧工会因与影视制片人联盟持续存在的劳资纠纷而宣布罢工。
本次罢工是美国影视产业自2020年COVID-19大流行以来的最大规模中断事件，也是美国编剧工会自2007年—2008年大罢工之后的最大规模停工。2007年—2008年大罢工共计持续了99天。2023年7月14日，演员工会-美国电视和广播艺人联合会也开始罢工。这是更广泛的好莱坞劳资纠纷的一部分。
当前的罢工危及了串流媒体热潮时期所签订的一系列合同，当时的制片人们向创意人才们支付了巨资，但是其背后的大制片厂却可以在合同签订90天后以不可抗力条款终止与编剧的制作协议，从而节省数百万美元。
2023年9月27日好萊塢編劇工會與製作片商達成協議，結束罷工。

## 罢工议题

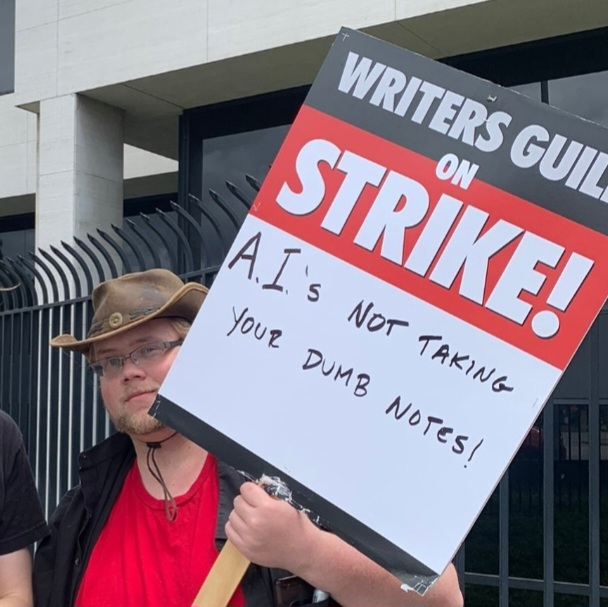
一名纠察员举牌抗议用生成式人工智慧取代编剧。

此次美国编剧工会与影视制片人联盟间劳资纠纷的主要焦点之一就是有关流媒体的重播费分配问题； 美国编剧工会声称由于影视制片人联盟在重播费所占的份额而导致编剧们相较于十年前的收入出现了锐减。 编剧们还希望只是将ChatGPT等生成式人工智慧用作有助于研究或促进脚本创意的工具，而不是用作替代他们的工具。
2023年5月2日，最新版本的《最低基础协议（Minimum Basic Agreement）》成为一份涵盖编剧绝大部分工作的集体谈判协议被美国编剧工会提了出来。 《最低基本协议》是一份为电视和电影编剧规定最低工资的协议。但在电视领域，《最低基本协议》仅适用于那些为电视节目而不是流媒体节目编剧的人。比如在晚间娱乐节目类别中，CBS电视网的《斯蒂芬·科拜尔晚间秀》与Apple TV+的《囧司徒的问题》就是一个对比组。由于《囧司徒的问题》的编剧们不受《最低基本协议》的保护，因此他们必须单独与流媒体公司协商。而最后的结果就是，在同工的情况下，《囧司徒的问题》的编剧们收入远低于《斯蒂芬·科拜尔晚间秀》编剧们。这种情况也在其他节目剧组中时常出现。 同时，旧版的《最低基本协议》于2023年5月1日到期。
根据美国编剧工会的估计，他们的提议将每年为编剧们带来约4.29亿美元的增收；而影视制片人联盟则只能每年为编剧带来0.86亿美元的增收。
还有一个突出的争议点就是美国编剧工会希望在《最低基础协议》里增加“强制性人员配置”和“雇佣期限”两个条款，这意味着无论影视制片人联盟方面是否需要，所有节目都必须有最短的雇佣时间和最少的编剧人数两个准入门槛。
美国编剧工会倡导的另一项重要建议就是要确保编剧团队的每名成员都能获得自己的养老金和医保基金。影视制片人联盟拒绝了这一提议，但并没有提出还价提议。但是美国编剧工会和影视制片人联盟却在这个时候达成一项临时协议，即将正在协商的《最低基础协议》里的最低薪酬标准中的0.5%转移到养老金和医保基金中。

## 劳资谈判

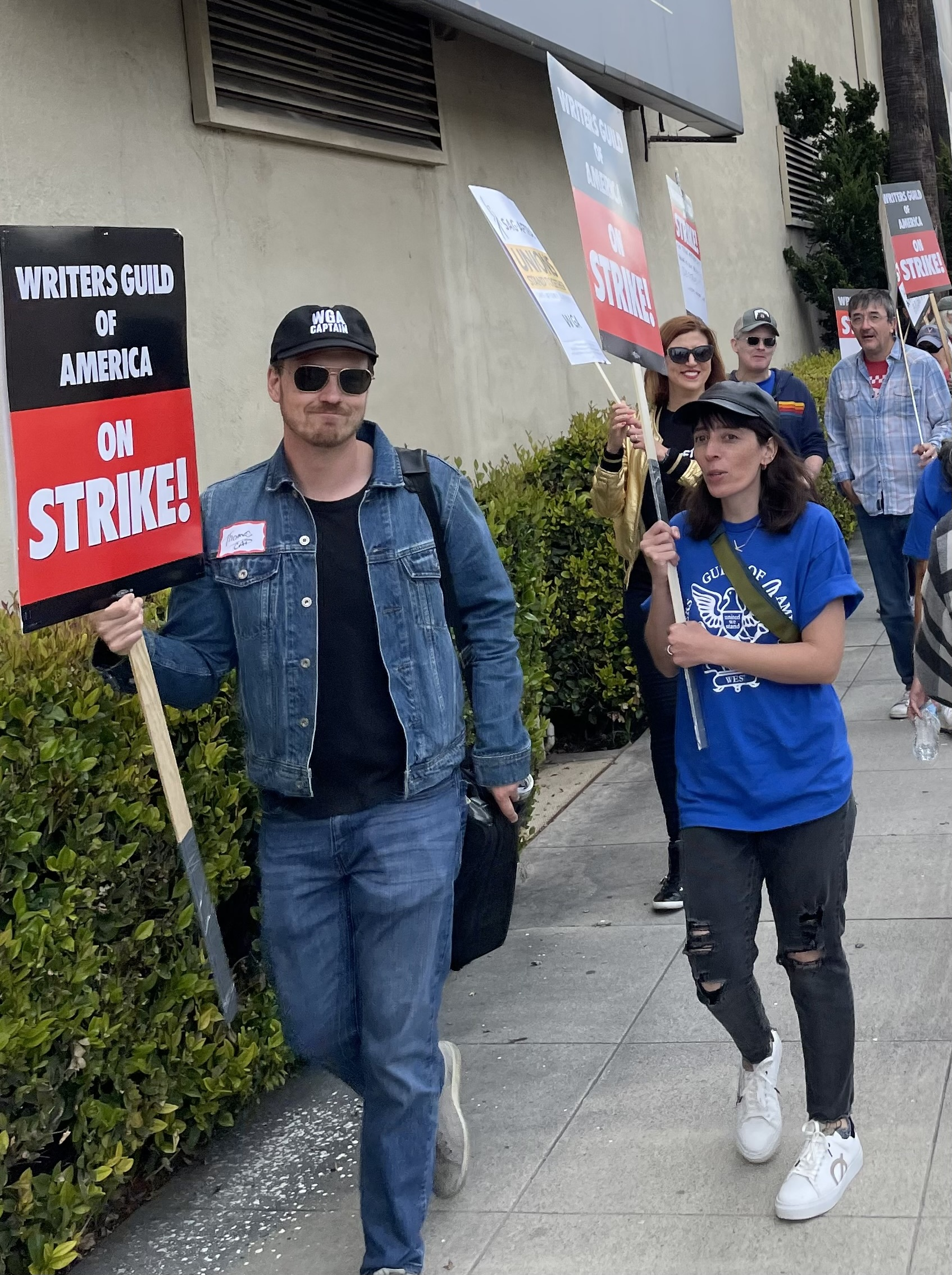
在华纳兄弟制片厂 (伯班克)外的罢工纠察队员们。

2023年4月18日，经美国编剧工会97.85%的成员投票决定，如果未能在5月1日前与代表好莱坞主要电影与电视制作公司的影视制片人联盟达成令人满意的协议，则将进行罢工。 影视制片人联盟代表亚马逊工作室（米高梅控股）、苹果工作室、狮门、NBC环球、网飞、派拉蒙全球、索尼影业、华特迪士尼公司和华纳兄弟探索与美国编剧工会进行了漫长的谈判， 但未能在规定期限内达成协议。最后，经过美国西部编剧工会和美国东部编剧工会领导层的一致批准，编剧们在5月2日的前夕进行罢工。这是自2007年—2008年大罢工结束15年后的首次罢工。
根据《好莱坞报道》的报道，美国编剧工会为本工会的编剧成员设立了一些前瞻性规定。编剧工会表示，“编剧不得与影视制片人联盟所代表的任何一家公司进行创作、修改剧本等工作，也不得与它们就未来的企划项目进行推销和讨论。”编剧工会还表示，工会成员编剧与影视制片人联盟所代表公司合作的虚构播客也必须停止制作。编剧工会也希望非编剧工会成员但是美国动画工会成员的动画系列片编剧可以向他们寻求建议，了解他们此时工作是否与编剧工会的罢工相悖；如果相悖的话，编剧工会则希望他们也能在罢工期间停止工作。虽然编剧工会表示他们无权惩罚非工会成员，但他们也表示编剧工会会在未来禁止接纳这些人成为工会成员。
美国编剧工会在5月2日太平洋时区夏令时下午1点整指示其会员开始设立罢工纠察队。 编剧工会设立纠察队的地方包括AMC电视网、亚马逊工作室、米高梅、拉德福演播室中心、CBS电视城、华特迪士尼影业集团、二十世纪影业、狮门电影、斯达兹娱乐、网飞、派拉蒙影业、MTV娱乐工作室、索尼影业、环球影业、华纳兄弟（包括伯班克制片厂）、洛克30 / NBC环球、百老汇舞台、HBO、银杯制片厂、斯坦纳制片厂、华纳兄弟探索和华纳兄弟探索前瞻（Warner Bros. Discovery Upfront）等。
罢工期间，编剧工会指示因罢工而面临经济困难的编剧可以向娱乐社区基金会申请补贴。娱乐社区基金会旨在帮助娱乐行业有经济困难的人们找到经济适用房并维持医疗保健和老年护理等基本保险。2023年5月10日，有报道称编剧们已承诺向娱乐社区基金会捐赠170万美元。知名的捐赠人包括节目统筹和制片人J·J·艾布斯、格雷戈·伯兰蒂、亚当·麦凯、瑞安·墨菲、珊达·莱梅斯、迈克尔·舒尔和约翰·威尔斯等人。
2023年6月7日至8日，由于加拿大野火导致空气质量不佳，因此纽约市等美国东北部的纠察活动暂停。空气质量改善后，罢工活动随即于9日恢复。
2023年6月9日，狮门公司暂停了《黑上加黑》剧集统筹制作人伊恩·伍尔夫（Ian Woolf）的职务，原因是他与在《黑上加黑》制作总部外抗议的编剧们发生过了争执。根据在场编剧加布里埃尔·亚历杭德罗·加尔萨（Gabriel Alejandro Garza）和汤姆·斯穆茨（Tom Smuts）的第一手资料，伍尔夫试图恐吓正在制片厂入口人行道处设置纠察线的加尔萨和布莱恩·埃吉斯顿（Brian Egeston）。伍尔夫将汽车加速驶向他们俩，在差点撞到加尔萨和埃吉斯顿的时候才停车。伍尔夫首先辩称自己没有看到他们，随后承认自己就是试图恐吓他们。据斯穆茨说，伍尔夫还试图说服好莱坞卡车司机工会冲击纠察线，但被对方拒绝。狮门电影发表声明称“我们将严肃对待恐吓和暴力威胁行为，并对其进行彻底调查……在我们继续调查的过程中，我们已将涉案人员遣送回家。”而美国编剧工会也随即发表了一份声明，其中表示“工人在行使公开抗议机纠察不公平工资和工作条件的权利时，不应受到人身伤害的威胁。”
2023年7月12日，Deadline Hollywood报道称，影视制片人联盟及好莱坞各大影视公司最早要到2023年10月下旬才打算恢复与美国编剧工会的谈判。接受访问的匿名影视公司高管称，许多编剧到10月将面临财务紧张，他们相信这将使编剧们能够更好地决定接受任何新交易的条款。但影视制片人联盟的代表和匿名消息人士做了切割，表示他们仍然致力于尽快签署协议。
2023年8月1日，美国编剧工会宣布将于周五与影视制片人联盟会面，讨论有关罢工的谈判；但会议地点并未透露。影视制片人联盟的一位发言人在谈到编剧工会和演员工会-美国电视和广播艺人联合会的罢工时表示，“我们仍然致力于寻找一条与两个工会达成互利协议的途径。”
2023年8月10日，影视制片人联盟与编剧工会同意继续合约谈判，首场谈判会议定于8月11日举行。会议结束后，编剧工会向11500名会员发表声明，指制片人联盟同意在某些方面让步，包括采取措施保护编剧免受人工智能技术影响。不过，声明同时指制片人联盟“不愿意考虑”编剧工会的其他提议，包括要求流媒体平台基于作品的受欢迎程度支付重播费。声明表示演员工会领导层不会重返谈判，直至制片人联盟接纳全部提议。尽管如此，编剧工会还是在当晚向会员发去消息，表示已经反提案，正在评估中。
2023年8月22日，制片人联盟公布一项提议，建议规范AI内容。不过截至8月25日，制片商与编剧的谈判仍陷入僵局。
8月30日，加利福尼亞州財政部長马世云致信Netflix、华特迪士尼公司、康卡斯特、华纳兄弟探索、蘋果公司、派拉蒙全球和亞馬遜公司，敦促对方重回谈判，解决罢工。马世云表示，罢工行动“让好莱坞陷入瘫痪，整个加州都受到影响，无数的企业、数以千计的养老基金受益人和数百万加州人都深受其害”。
9月6日，华纳兄弟中断了与敏蒂·卡靈、J·J·艾布拉姆斯、葛瑞格·貝蘭提及比尔·劳伦斯的协议。此前一天，华纳表示罢工行动让2023年的营收损失了5亿美元。
9月8日，编剧工会再度发表声明，称部分制片人联盟会员公司“渴望并愿意通过谈判达成一一份充分解决编剧问题的协议……并称他们愿意就制片人联盟公开的破坏谈判的提议进行谈判”。工会表示已要求这些公司离开制片人联盟，以便与编剧工会进行独立谈判。几个小时后，制片人联盟发声明驳回，称会员公司一直以来都很团结，不断通过共同谈判来达成解决方案，“任何（与解决方案）相反的建议都是错的”。
2023年9月11日，脱口秀节目《茱儿·芭莉摩秀》在没有编剧的情况下、工会成员的纠察下继续制作节目。有两名佩戴演员工会胸章的观众被赶出场。次日，芭莉摩被取消主持第74届美國國家圖書獎的资格。至9月17日，芭莉摩暂停脱口秀节目的制作。
9月12日，一名未具名的制片厂高层在TheWrap的访问中表示“節目統籌都很生气，气的是工会，觉得他们没有回应一众制片商提出的方案。现在，就连工会内的高薪成员都在担心罢工行动无法收场”。此外，编剧工会计划于9月15日与顶级的節目統籌进行会谈，但计划次日被取消，为编剧工会与制片人联盟在下周的会谈让路 。
9月13日，美国喜剧演员、政治评论员標·馬艾宣布《马赫脱口秀》重启制作。然而到了9月18日，马赫改变想法，说：“我之所以决定重启制作，是因为眼下似乎什么事情都没有发生，罢工行动也看不见尽头。既然现在双方都同意回归谈判桌，我现在决定推迟《马赫脱口秀》回归的日期，希望他们最终能解决这件事情。”9月份的早些时候，马赫曾建议加州州长加文·纽森出面调停。
9月14日，制片人联盟表示编剧工会昨天和他们进行了会面，同意下个礼拜重启谈判，该消息随后被编剧工会确认。四天后，双方公布谈判将于9月20日继续，与会制片商代表包括华特迪士尼公司的羅伯特·艾格、华纳兄弟探索的大卫·扎斯拉夫、Netflix的泰德·萨兰多斯，以及环球影业的唐娜·兰利。经过长达多日的谈判，双方于9月24日正式达成临时协议。该协议经工会会员投票通过，罢工行动于9月27日宣告落幕。而同期进行的演员罢工行动则继续进行。

### 编剧工会谈判委员会
美国编剧工会在2022年11月公布了谈判委员会成员，大卫·杨（David Young）担任首席谈判代表。 2023年2月，艾伦·斯塔茨曼（Ellen Stutzman）接任编剧工会首席谈判代表。
| - 约翰·奥古斯特 - 安吉丽娜·伯内特 - 凯·卡农 - 张亚玲 - 罗布·查维斯 - 亚当·科诺弗 | - 特拉维斯·唐纳利 - 阿什利·盖博 - 大卫·古德曼（联合主席） - 哈莉·哈格伦德 - 艾瑞克·海伍德 - 艾瑞克·赫瑟勒 | - 格雷格·伊温斯基 - 克里斯·凯瑟（联合主席） - 卢夫·拉赫 - 艾丽卡·萨利赫 - 丹妮尔·桑切斯-维策尔 - 詹姆斯·夏慕斯 | - 汤姆·舒尔曼 - 迈克尔·舒尔 - 大卫·肖尔 - 大卫·西蒙 - 帕特里克·韦罗内 - 妮可·约金 |

## 产业影响
许多电影、电视节目和播客都受到了罢工的影响；有些被迫在没有编剧的情况下继续制作，而另一些则完全关闭。未受影响的项目要么是在5月2日之前就已经编写好的，但其中大部分是无脚本的；要么依赖于非工会工作人员。
尽管如此，因为工会使用纠察队来干扰制作，其他已完成剧本的项目也被迫推迟或取消。

## 反响评论

### 演员行业
演员工会-美国电视和广播艺人联合会主席法兰·德瑞雪与执行副主席本·怀特海尔（Ben Whitehair）在5月的时候参加了美国编剧工会的纠察队。 其他许多演员也以加入纠察队或其他方式来表达对编剧工会罢工的支持。
德鲁·巴里摩尔宣布辞去2023年MTV影视大奖主持人以支持编剧工会罢工；而詹妮佛·库里奇、約瑟夫·奎因和佩德罗·帕斯卡则在颁奖典礼上通过事先录制的演讲视频来表达对罢工的支持。 塞斯·梅耶斯则在罢工开始前几天在其主持的《塞斯·梅耶斯深夜秀》“找茬（Corrections）”环节中发表谈话，表达他对罢工的支持。 游戏节目《危险边缘》主持人在马伊姆·拜力克在录制第39季的最后一周宣布辞职以支持罢工的编剧们。但是节目制作仍在继续，目前该节目由肯·詹宁斯紧急接棒主持。 在2023年戛纳电影节的新闻发布会上，美国编剧们的罢工事件也成了讨论热点；西恩·潘、伊森·霍克、保罗·达诺和凯瑟琳·肯尼迪都表达了他们的支持。 史努比狗狗在米尔肯研究院的一次小组会议上发言支持编剧罢工，并将这次罢工与当年音乐艺人与音乐流媒体平台之间的支付冲突进行了比较。

### 民选官员
几位民选官员也出现在编剧协会罢工的纠察队里，这些人包括伯班克市市长康斯坦丁·安东尼、加州众议院第44选区众议员劳拉·弗里德曼和美国众议院加州第30选区众议员亚当·希夫等。

### 其他工会
美国导演工会主席莱斯利·林卡·格拉特通过一份声明告诉工会成员，如果美国编剧工会发生罢工事件，导演工会无法强迫成员返回工作岗位。但同时她还指出，如果工会成员不履行“导演工会所涵盖的服务”，那么有可能被解雇。
在罢工之前国际卡车司机兄弟会好莱坞卡车司机工会（Local 399）向其会员发出建议，指示他们不要罢工；但是如果他们因为拒绝越过编剧工会所设立的纠察线而面临解雇风险时，他们将受到卡车司机合同的保护。 在2003年5月3日举行的编剧工会集会上，好莱坞卡车司机工会主席林赛·多尔蒂表示，虽然卡车司机因为合同受限而无法团结一致参与罢工，但她保证工会所有卡车司机不会越过编剧工会设立的纠察线，“据我所知，每辆卡车都没有越线。”
2023年5月2日，美国动画工会发表声明支持编剧工会和他们的罢工。除了这份声明，他们还制作了一份问答文件，帮助动画工会的成员弄清楚编剧罢工如何影响他们与编剧工会成员保持团结的能力。
在罢工之前，国际戏剧舞台雇员联盟主席马修·勒布（Mathew Loeb）告知其成员，他们有权遵守纠察线，并且在许多地方，他们的合同“明确”允许员工遵守合法的纠察线。
4月30日，演员工会-美国电视和广播艺人联合会建议其成员，虽然他们应该继续与正在进行的项目合作以避免违约索赔，但它鼓励成员通过在非工作时间走入纠察队并在社交媒体上发帖来表达团结。工会还建议其他编剧们“不要写罢工编剧工会编剧通常会写的东西。”

#### 海外工会
英国编剧工会发表声明支持美国编剧工会所举行的罢工，同时还告诫其成员不要在美国编剧工会举行罢工的期间去参与美国的影视项目。 澳大利亚编剧工会、加拿大编剧工会、以色列编剧工会、爱尔兰编剧工会和瑞典编剧工会也纷纷效仿英国编剧工会的做法。 意大利编剧工会和法国编剧工会虽然也发表声明支持美国编剧工会的罢工，但并未告诫其成员不得在罢工期间与美国影视公司合作。

### 影视高管
2023年5月3日，也就是罢工第二日，华特迪士尼公司通过旗下ABC签名工作室向节目统筹及编剧兼制作人们发送了一封由工作室助理首席法务鲍勃·麦克菲尔（Bob McPhail）撰写并代表全体迪士尼高管的信件，告知他们必须返岗工作并履行非编剧职责。制片人们被期望提供所谓“(a)项到(h)项”服务， 例如：缩短播出市场；就对白和旁白进行小修改；“技术或舞台方向的变更”等。
2023年5月4日，在派拉蒙全球第一季度的财报电话会议上，首席执行官鲍勃·巴基什谈到了本次罢工，称编剧是“内容创作的重要组成部分”，他希望能够“很快找到一个对每个人都有效的解决方案”。巴基什还表示，该公司一直计划延长罢工，并表示该公司抵抗编剧罢工的策略是使用其位于派拉蒙＋内的大型流媒体库，派拉蒙将即将上映的夏季电影将转移到流媒体服务，并同时将在离岸地区完成制作。
2023年7月11日，一篇刊载于Deadline Hollywood的报道声称，影视制片人联盟正在寻求对包括美国编剧工会在内的好莱坞不同工种工会间“分而治之”的办法。文章称，影视制片人联盟最早要到10月份才会与美国编剧工会进行谈判；该报道援引影视制片人联盟一位匿名高管的话道，“最终的结果就是让事情拖延下去，直到工会成员开始失去他们的公寓和别墅。” 这篇报道及其中的引述内容引发了诸多好莱坞媒体（例如《今夜娱乐》）和非好莱坞媒体（例如《名利场》和《纽约每日新闻》）的关注和强烈抨击。 当被问及编剧工会对最低人员配置和保证雇佣期的要求时，影视制片人联盟主席卡罗尔·隆巴迪尼（Carol Lombardini）回应说，“编剧们应该感激他们能够拥有一份定期工作。”
AMC院线首席执行官亚当·阿隆在谈到编剧工会大罢工的时候说道，只有持续数个月的长期罢工才会对院线造成影响，而且大多数将于2023年或2024年上映的电影已经完成了编剧乃至拍摄工作。
华纳兄弟探索公司首席执行官兼总裁戴维·扎斯拉夫表示，华纳兄弟探索公司与其他好莱坞影视公司对编剧工会大罢工的发生“并不感到高兴”，但该公司正在努力解决罢工问题并公平地补偿编剧。

### 脚注
1. ↑  芝加哥市、亚特兰大市等其他影视制作中心城市及圣克拉丽塔市等靠近制作中心的城市也都发生了规模较小但引人注意的罢工活动。
2. ↑  “(a)项到(h)项”服务的定义可以参考美国编剧工会所制定的罢工规则第12条。[96]

### 出典
1. 1 2 3  Kilkenny, Katie. . The Hollywood Reporter. 2023-09-26  [2023-09-26]. （原始内容存档于2023-09-28）.
2. ↑  . 美国编剧工会.   [2023-08-03]. （原始内容存档于2023-06-08）. Stand with the 11,500 WGA members who write and produce the TV and films that entertain the world!
3. 1 2 3  Alissa Wilkinson. . Vox. 哥伦比亚特区: 沃克斯传媒. 2023-07-13  [2023-08-03]. （原始内容存档于2023-05-03）. According to the WGA's proposals chart, the guild's proposals would gain the writers about $429 million in total per year. The AMPTP's counter-proposal is an increase of about $86 million per year.
4. ↑  . 美国编剧工会. 2023-05-01  [2023-08-03]. （原始内容存档于2023-05-02）.
5. 1 2  David Robb. . Deadline Hollywood. 2022-12-20  [2023-08-03]. （原始内容存档于2023-01-23）.
6. ↑  . Yahoo!. 2023-05-23  [2023-08-03]. （原始内容存档于2023-07-14）.
7. ↑  Jake Coyle. . 美国之音. 美联社. 2023-07-17  [2023-08-03]. （原始内容存档于2023-08-03）.
8. ↑  Jeremy Fuster. . TheWrap. 2023-05-22  [2023-08-03]. （原始内容存档于2023-07-27）.
9. ↑  Benjamin Mullin; Brooks Barnes; Nicole Sperling. . 纽约时报. 2023-07-17  [2023-08-03]. （原始内容存档于2023-07-24）.
10. 1 2 3  Katie Kilkenny. . 好莱坞报道. 2023-05-01  [2023-08-03]. （原始内容存档于2023-05-02）.
11. ↑  Lisa Richwine; Dawn Chmielewski. . 路透社. 2023-05-02  [2023-08-03]. （原始内容存档于2023-05-02）.
12. ↑  . 今天. 全国广播公司. 2023-05-02  [2023-08-03]. （原始内容存档于2023-05-02）.
13. ↑  Ashley Cullins; Katie Kilkenny. . 好莱坞报道. 2023-05-03  [2023-08-03]. （原始内容存档于2023-05-04）.
14. 1 2   (PDF). 美国编剧工会. 2023-05-01  [2023-08-03]. （原始内容存档 (PDF)于2023-05-04）.
15. ↑  . 美国西部编剧工会（英语：Writers Guild of America West）.   [2023-08-03]. （原始内容存档于2023-05-03）.
16. ↑  . 演员工会-美国电视和广播艺人联合会.   [2023-08-03]. （原始内容存档于2023-05-03）.
17. ↑  美国西部编剧工会（英语：Writers Guild of America West）; 美国东部编剧工会（英语：Writers Guild of America, East）; 影视制片人联盟.  (PDF). 美国编剧工会. 2020-05-02  [2023-08-03]. （原始内容存档 (PDF)于2023-04-13）.
18. ↑  Ryan Faughnder. . 洛杉矶时报.   [2023-08-03]. （原始内容存档于2023-05-02）. The WGA estimated that its proposals would gain writers about $429 million a year, but AMPTP's offer came out to a projected approximately $86 million. Big difference there, going by WGA math.
19. ↑  John Horn. . 天使城派（英语：Gothamist）. 2023-05-04  [2023-08-03]. （原始内容存档于2023-05-05）. What went wrong – "The primary sticking points are 'mandatory staffing,' and 'duration of employment' — guild proposals that would require a company to staff a show with a certain number of writers for a specified period of time, whether needed or not," the statement concluded.
20. ↑  Joe Flint. . 华尔街日报. 2023-05-03  [2023-08-03]. （原始内容存档于2023-05-04）. The most divisive issues on the table include a WGA demand for a minimum number of writers per television show and guaranteed employment for those writers from conception to postproduction. In a statement Monday, AMPTP called those demands "a primary sticking point."
21. ↑  Gene Maddaus. . 综艺. 2023-05-01  [2023-08-03]. （原始内容存档于2023-05-04）.
22. ↑  Chris Isidore; Vanessa Yurkevich. . CNN商业. 2023-04-18  [2023-08-03]. （原始内容存档于2023-08-03）.
23. ↑  Mandalit del Barco. . 全国公共广播电台. 2023-05-02  [2023-08-03]. （原始内容存档于2023-05-02）.
24. ↑  Katie Kilkenny; Christy Piña. . 好莱坞报道. 洛杉矶: 彭斯克媒体公司（英语：Penske Media Corporation）. 2023-04-25  [2023-08-03]. （原始内容存档于2023-04-27）.
25. ↑  David Robb; Tom Tapp. . 好莱坞报道 (洛杉矶: 彭斯克媒体公司（英语：Penske Media Corporation）). 2023-05-01  [2023-08-03]. （原始内容存档于2023-05-02）.
26. ↑  Jeremy Fuster. . TheWrap. 2023-05-10  [2023-08-03]. （原始内容存档于2023-05-19）.
27. ↑  Dominic Patten. . Deadline Hollywood. 2023-06-09  [2023-08-03]. （原始内容存档于2023-06-11）.
28. ↑  Matt Webb Mitovich. . TVLine. 2023-06-09  [2023-08-03]. （原始内容存档于2023-06-09）.
29. 1 2  Dominic Patten. . Deadline Hollywood. 2023-07-11  [2023-08-03]. （原始内容存档于2023-07-19）.
30. ↑  Katie Kilkenny. . 好莱坞报道. 2023-08-01  [2023-08-03]. （原始内容存档于2023-08-02）.
31. ↑  Maddeus, Gene. . Variety. 2023-08-10  [2023-08-12]. （原始内容存档于2023-08-10）.
32. ↑  Barnes, Brooks; Koblin, John. . The New York Times. 2023-08-10  [2023-08-12]. （原始内容存档于2023-08-12） （英语）.
33. ↑  Robb, David. . Deadline Hollywood. 2023-08-11  [2023-08-12]. （原始内容存档于2023-08-12） （英语）.
34. ↑    - Quach, Katyanna. . theregister.com.   [2023-08-27]. （原始内容存档于2023-08-27） （英语）.
  - AMPTP Press Release 2023-08-22 的存檔，存档日期2023-08-23.
35. ↑  Goldberg, Lesley. . The Hollywood Reporter. 2023-08-25  [2023-08-31]. （原始内容存档于2023-08-30）.
36. ↑  Goldsmith, Jill. . Deadline Hollywood. 2023-08-31  [2023-08-31]. （原始内容存档于2023-08-31）.
37. ↑  Ma, Fiona.  (PDF). Deadline Hollywood. 2023-08-31  [2023-08-31]. （原始内容存档 (PDF)于2023-09-03）.
38. 1 2  . MyNewsLa（英语：Media_in_Los_Angeles#Daily_newspapers）. 2023-08-31  [2023-08-31]. （原始内容存档于2023-08-31）.
39. ↑  Johnson, Ted. . New York Times. 2023-09-07  [2023-09-07]. （原始内容存档于2023-09-07）.
40. ↑  Kilkenny, Kate. . The Hollywood Reporter. 2023-09-08  [2023-09-08]. （原始内容存档于2023-09-09）.
41. ↑  Maddaus, Gene. . Variety. 2023-09-08  [2023-09-08]. （原始内容存档于2023-09-08）.
42. ↑  Robb, David. . Deadline Hollywood. 2023-09-08  [2023-09-08]. （原始内容存档于2023-09-08）.
43. ↑  Maddaus, Gene; Littleton, Cynthia. . Variety. 2023-09-08  [2023-09-09]. （原始内容存档于2023-09-09）.
44. ↑  Robb, David. . Deadline Hollywood. 2023-09-08  [2023-09-09]. （原始内容存档于2023-09-09）.
45. ↑  Huston, Caitlin. . The Hollywood Reporter. 2023-09-11  [2023-09-11]. （原始内容存档于2023-09-11）.
46. ↑  Dev, S. . CBS News. 2023-09-12  [2023-09-13]. （原始内容存档于2023-09-13） （美国英语）.
47. ↑  Italie, Hillel. . AP News. 2023-09-12  [2023-09-13]. （原始内容存档于2023-09-12） （英语）.
48. ↑  Fitzgerald, Toni. . Forbes. 2023-09-12  [2023-09-13]. （原始内容存档于2023-09-13） （英语）.
49. ↑  Batey, Eve. . Vanity Fair. 2023-09-17  [2023-09-17]. （原始内容存档于2023-09-18）.
50. ↑  Mendelson, Scott. . TheWrap. 2023-09-12  [2023-09-12]. （原始内容存档于2023-09-13）.
51. ↑  Goldberg, Lesley. . Hollywood Reporter. 2023-09-12  [2023-09-13]. （原始内容存档于2023-09-13）.
52. 1 2  Goldberg, Lesley. . Hollywood Reporter. 2023-09-15  [2023-09-15]. （原始内容存档于2023-09-15）.
53. ↑  Knolle, Sharon. . TheWrap. 2023-09-13  [2023-09-13]. （原始内容存档于2023-09-14）.
54. ↑  Knolle, Sharon. . Deadline Hollywood. 2023-09-18  [2023-09-18]. （原始内容存档于2023-09-18）.
55. ↑  Melber, Ari. . MSNBC. 2023-09-07  [2023-09-07]. （原始内容存档于2023-09-08）.
56. ↑  Kilkenny, Katie. . The Hollywood Reporter. 2023-09-14  [2023-09-14]. （原始内容存档于2023-09-15）.
57. ↑  Kilkenny, Katie. . The Hollywood Reporter. 2023-09-18  [2023-09-18]. （原始内容存档于2023-09-18）.
58. ↑  Goldberg, Lesley; Kilkenny, Katie. . The Hollywood Reporter. 2023-09-20  [2023-09-20]. （原始内容存档于2023-09-20）.
59. ↑  Patten, Dominic. . Deadline Hollywood. 2023-09-20  [2023-09-20]. （原始内容存档于2023-09-21）.
60. ↑  Kilkenny, Katie. . The Hollywood Reporter. 2023-09-24  [2023-09-24]. （原始内容存档于2023-09-25）.
61. 1 2  Robb, David. . Deadline. 2023-09-24  [2023-09-24]. （原始内容存档于2023-09-25）.
62. ↑  Wilkinson, Alissa; Stewart Emily Stewart. . Vox. 2023-09-28  [2023-10-03]. （原始内容存档于2023-09-28） （美国英语）.
63. ↑  . 美国西部编剧工会（英语：Writers Guild of America West）. 2022-11-07  [2023-08-03]. （原始内容存档于2022-12-07）.
64. ↑  Nellie Andreeva. . Deadline Hollywood. 2023-02-28  [2023-08-03]. （原始内容存档于2023-06-09）.
65. ↑  William Earl; Meredith Woerner. . 综艺. 2023-05-12  [2023-08-03]. （原始内容存档于2023-05-03）.
66. ↑  Denise Petski; Dominic Patten. . Deadline Hollywood. 2023-06-20  [2023-08-03]. （原始内容存档于2023-10-04）.
67. ↑  Aaron Couch; Katie Kilkenny. . 好莱坞报道. 2023-05-19  [2023-08-03]. （原始内容存档于2023-05-19）.
68. ↑  Rosy Cordero. . Deadline Hollywood. 2023-05-08  [2023-08-03]. （原始内容存档于2023-07-19）.
69. 1 2 3  Guy, Zoe. . 秃鹫网（英语：Vulture (website)）. 沃克斯传媒. 2023-05-02  [2023-08-03]. （原始内容存档于2023-05-24）.
70. ↑  Saad, Nardine. . 洛杉矶时报. 2023-05-02  [2023-08-03].
71. ↑  Pascale, Anthony. . 好莱坞报道. 2023-05-02  [2023-08-03]. （原始内容存档于2023-05-04）.
72. ↑  Tapp, Tom. . Deadline Hollywood. 2023-05-02  [2023-08-03]. （原始内容存档于2023-07-19）.
73. ↑  Piccoli, Sean; Cordero, Rosy; Campione, Katie. . Deadline Hollywood. 2023-05-03  [2023-08-03]. （原始内容存档于2023-05-03）.
74. ↑  Walsh, Savannah. . 综艺. 2023-05-04  [2023-08-03]. （原始内容存档于2023-07-19）.
75. ↑  Patten, Dominic; Campione, Katie; Cordero, Rosy; Shilstone, Scott; Grobar, Matt. . Deadline Hollywood. 2023-05-04  [2023-08-03]. （原始内容存档于2023-05-04）.
76. ↑  Goldberg, Lesley; Porter, Rick. . 好莱坞报道. 2023-05-05  [2023-08-03]. （原始内容存档于2023-07-19）.
77. ↑  Wenger, Stephanie. . 人物. 2023-05-05  [2023-08-03]. （原始内容存档于2023-05-19）.
78. ↑  Rice, Lynette; Patten, Dominic. . Deadline Hollywood. 2023-05-09  [2023-08-03]. （原始内容存档于2023-07-19）.
79. ↑  Piccoli, Sean. . Deadline Hollywood. 2023-05-10  [2023-08-03]. （原始内容存档于2023-05-10）.
80. ↑  Patten, Dominic. . Deadline Hollywood. 2023-05-12  [2023-05-25]. （原始内容存档于2023-05-12）.
81. ↑  Piccoli, Sean; White, Peter. . Deadline Hollywood. 2023-05-15  [2023-08-03]. （原始内容存档于2023-06-01）.
82. ↑  Complex, Valerie; Cordero, Rosy; Grobar, Matt; Tapp, Tom. . Deadline Hollywood. 2023-05-18  [2023-08-03]. （原始内容存档于2023-05-23）.
83. ↑  Michael Schneider. . 综艺. 2023-05-04  [2023-08-03]. （原始内容存档于2023-05-04）.
84. ↑  Adam Chitwood. . TheWrap. 2023-04-30  [2023-08-03]. （原始内容存档于2023-07-19）.
85. ↑  Peter White. . Deadline Hollywood. 2023-05-11  [2023-08-03]. （原始内容存档于2023-05-11）.
86. ↑  Jake Coyle. . 美联社. 2023-05-20  [2023-08-03]. （原始内容存档于2023-05-19）.
87. ↑  Tom Breihan. . 立体声口香糖（英语：Stereogum）. 2023-05-09  [2023-08-03]. （原始内容存档于2023-07-19）.
88. ↑  Gavin Quinton. . 伯班克领袖报（英语：Burbank Leader）. 2023-05-22  [2023-08-03]. （原始内容存档于2023-05-24）.
89. 1 2 3  Katie Kilkenny. . 好莱坞报道. 2023-05-01  [2023-08-03]. （原始内容存档于2023-05-06）.
90. ↑   (PDF). 好莱坞卡车司机工会.   [2023-08-03]. （原始内容存档 (PDF)于2023-05-02）.
91. ↑  Gene Maddaus. . 综艺. 2023-05-03  [2023-08-03]. （原始内容存档于2023-05-04）.
92. ↑  Kim Fay. . 美国动画工会（英语：The Animation Guild, IATSE Local 839）. 2023-05-02  [2023-08-03]. （原始内容存档于2023-05-06）.
93. ↑  David Robb; Dominic Patten. . Deadline Hollywood. 2023-04-28  [2023-08-03]. （原始内容存档于2023-05-05）.
94. ↑  Max Goldbart. . Deadline Hollywood. 2023-05-02  [2023-08-03]. （原始内容存档于2023-05-02）.
95. ↑  Zac Ntim; Max Goldbart; Jesse Whittock; Melanie Goodfellow. . Deadline Hollywood. 2023-05-03  [2023-08-03]. （原始内容存档于2023-05-03）.
96. ↑  . 美国编剧工会.   [2023-08-04]. （原始内容存档于2023-09-23）.
97. ↑  Lesley Goldberg; Katie Kilkenny. . 好莱坞报道. 彭斯克媒体公司（英语：Penske Media Corporation）. 2023-05-05  [2023-08-04]. （原始内容存档于2023-05-05）.
98. ↑  Caitlin Huston. . 好莱坞报道. 2023-05-04  [2023-08-04]. （原始内容存档于2023-05-06）.
99. ↑  Jennifer Maas. . 综艺. 2023-05-04  [2023-08-04]. （原始内容存档于2023-05-04）.
100. ↑  Corey Atad. . 加拿大今夜娱乐（英语：Entertainment Tonight）. 2023-07-12  [2023-08-04]. （原始内容存档于2023-07-19）.
101. ↑  Chris Murphy. . 名利场. 2023-07-12  [2023-08-04]. （原始内容存档于2023-07-17）.
102. ↑  Jami Ganz. . 纽约每日新闻. 2023-07-12  [2023-08-04]. （原始内容存档于2023-07-19）.
103. ↑  Eric Thurm. . GQ. 2023-05-05  [2023-08-04]. （原始内容存档于2023-05-31）.
104. ↑  Etan Vlessing. . 好莱坞报道. 彭斯克媒体公司（英语：Penske Media Corporation）. 2023-05-05  [2023-08-04]. （原始内容存档于2023-05-06）.
105. ↑  Lucas Manfredi. . TheWrap. 2023-05-05  [2023-08-04]. （原始内容存档于2023-05-06）. We think streaming is going to be very profitable for us. We are unique. We have a lot of scale. We have the largest TV in motion picture library, and we have HBO some of the greatest creatives and we have all of our Discovery content.

## 延伸阅读
- 罢工报道主题：Deadline Hollywood （页面存档备份，存于） / 好莱坞报道 （页面存档备份，存于） / 综艺 （页面存档备份，存于）
- Jason P. Frank. . 秃鹫网（英语：Vulture (website)）. 沃克斯传媒.   [2023-08-03]. （原始内容存档于2023-10-31）.
- WGA Negotiations—Status as of May 1, 2023 （页面存档备份，存于）（英文）